# B4GALT6
B4GALT6 (англ. Beta-1,4-galactosyltransferase 6) – білок, який кодується однойменним геном, розташованим у людей на довгому плечі 18-ї хромосоми. Довжина поліпептидного ланцюга білка становить 382 амінокислот, а молекулярна маса — 44 914.
| 10         |  | 20         |  | 30         |  | 40         |  | 50         |
| ---------- |  | ---------- |  | ---------- |  | ---------- |  | ---------- |
| MSVLRRMMRV |  | SNRSLLAFIF |  | FFSLSSSCLY |  | FIYVAPGIAN |  | TYLFMVQARG |
| IMLRENVKTI |  | GHMIRLYTNK |  | NSTLNGTDYP |  | EGNNSSDYLV |  | QTTTYLPENF |
| TYSPYLPCPE |  | KLPYMRGFLN |  | VNVSEVSFDE |  | IHQLFSKDLD |  | IEPGGHWRPK |
| DCKPRWKVAV |  | LIPFRNRHEH |  | LPIFFLHLIP |  | MLQKQRLEFA |  | FYVIEQTGTQ |
| PFNRAMLFNV |  | GFKEAMKDSV |  | WDCVIFHDVD |  | HLPENDRNYY |  | GCGEMPRHFA |
| AKLDKYMYIL |  | PYKEFFGGVS |  | GLTVEQFRKI |  | NGFPNAFWGW |  | GGEDDDLWNR |
| VHYAGYNVTR |  | PEGDLGKYKS |  | IPHHHRGEVQ |  | FLGRYKLLRY |  | SKERQYIDGL |
| NNLIYRPKIL |  | VDRLYTNISV |  | NLMPELAPIE |  | DY         |  |            |

A: Аланін

C: Цистеїн

D: Аспарагінова кислота

E: Глутамінова кислота

F: Фенілаланін

G: Гліцин

H: Гістидин

I: Ізолейцин

K: Лізин

L: Лейцин

M: Метіонін

N: Аспарагін

P: Пролін

Q: Глутамін

R: Аргінін

S: Серин

T: Треонін

V: Валін

W: Триптофан

Кодований геном білок за функціями належить до трансфераз, глікозилтрансфераз. 
Задіяний у такому біологічному процесі, як альтернативний сплайсинг. 
Білок має сайт для зв'язування з іонами металів, іоном кальцію, іоном магнію, іоном марганцю. 
Локалізований у мембрані, апараті гольджі.